# Санитарное законодательство
Санита́рное законода́тельство (санитарно-эпидемиологическое законодательство) — это система нормативно-правовых актов, принятых законодательной властью Российской Федерации относительно соблюдения санитарно-эпидемиологических условий жизнедеятельности граждан России. Санитарное законодательство базируется на основных положениях конституции РФ, в которых фиксируется право человека на охрану здоровья (статья 41.1), а также декларируется необходимость направленной государственной деятельности по достижению населением санитарно-эпидемиологического благополучия (статья 41.2).

## История
Предпосылки к возникновению санитарного законодательства были ещё в древние времена. Но тогда, они, больше носили разрозненный характер и больше касались соблюдения правил личной гигиены. Впервые на законодательном уровне были закреплены в Англии в XVIII—XIX веках в связи с эпидемиями и развитием гигиены как науки. Но больше внимание уделялось к санитарно-техническим мероприятиям.

### История в России
Законодательно в России профилактические санитарно-гигиенические и противоэпидемические мероприятия закрепляются 15 сентября 1922 года, когда СНК РСФСР принял Декрет «О санитарных органах Республики», которым была создана санитарно-эпидемиологическая служба, установлены её структура, основные задачи. Этот день считается днем становления службы в России. Этим Декретом были введены должности санитарных врачей «по общей санитарии», «эпидемического дела» и «санитарной статистики», а также должность «санитарного помощника». Образуются «санитарно-эпидемические подотделы» и «санитарные советы» в губернских и уездных городах. Основными задачами являются: «санитарная охрана воды, воздуха и почвы», «санитарная охрана жилищ», «санитарная охрана пищевых продуктов», «организация противоэпидемических мероприятий», «организация борьбы с социальными болезнями», «охрана здоровья детей», «санитарная статистика», «санитарное просвещение», «участие в вопросах санитарной охраны труда и общей организации лечебно-санитарного дела», предписывается о необходимости профилактического направления работы и врачам лечебного профиля (уездным, земским, военврачам).
23 декабря 1933 года выходит Постановление ЦИК СССР № 85 / СНК СССР № 2740 «Об организации Государственной санитарной инспекции», в котором кроме организационных моментов, указывается об обязательности исполнения организациями, учреждениями и гражданами на территории СССР установленных санитарно-гигиенических правил и норм, за их нарушение главным санитарным инспекторам союзных республик предоставляется право возбуждать уголовные преследования, налагать штрафы и принимать меры административного воздействия, привлекать к судебной ответственности нарушителей.

## Санитарное законодательство России на современном этапе
Основным документом, регламентирующим санитарное законодательство, является федеральный закон (ФЗ-52) «О санитарно-эпидемиологическом благополучии населения». Этот закон был принят 30 марта 1999 года и с тех пор в него был внесен ряд изменений, последние из которых были осуществлены 28 сентября 2010, 28 декабря 2010, а также 18 и 19 июля 2011 года. В статье номер 3 указанного ФЗ оговаривается, что санитарное законодательство — это «законодательство в области обеспечения санитарно-эпидемиологического благополучия населения», которое, кроме данного Федерального закона, состоит также из «других федеральных законов, а также принимаемых в соответствии с ними иных нормативных правовых актов Российской Федерации, законов и иных нормативных правовых актов субъектов Российской Федерации».
В русле общих положений санитарного законодательства и конституционных норм правительством Российской Федерации принимаются также различные отраслевые ГОСТы, каковыми являются, например, государственные стандарты.
В целом, санитарное законодательство охватывает такие сферы жизнедеятельности человека, как:
- здравоохранение,
- образование,
- общепит и организация питания
- строительство (в особенности в том, что касается строительных материалов (выделение вредных веществ, к примеру фенолов, фоновое ионизирующее излучение);
- охрана окружающей среды;
- санитарно-эпидемиологический надзор и другие.

Кроме того санитарное законодательство и, в частности ФЗ «О санитарно-эпидемиологическом благополучии» затрагивает основополагающие принципы регулирования:
- взаимодействия физических и юридических лиц относительно обустройства мест публичного пользования;
- взаимодействия жильцов многоквартирных домов и организаций, обеспечивающих управление этими домами и их содержание;
- организации образовательных учреждений и заведений общественного питания;
- строительства жилых зданий
- определенных отношений, возникающих в области охраны окружающей среды и др.

В рамках санитарного законодательства РФ осуществляют свою деятельность государственная санитарно-эпидемиологическая служба России.

## Санитарное законодательство Казахстана

### На современном этапе
Начиная с 2010-х годов в Республике Казахстан идет планомерный отказ от государственного санитарного надзора и контроля, санитарные правила в республике сокращены с 700 до 67, в десять раз, а требования, предъявляемые санитарными правилами, уменьшены за шесть лет с 14 тысяч до 3,5 тысяч. Вместо госсанконтроля и надзора, предприниматели сами должны осуществлять самоконтроль. Территориальные (областные, городские (районные в городах)) Управления санитарно-эпидемиологического надзора в ведении «Комитета государственного санитарно-эпидемиологического надзора Министерства Здравоохранения» были реорганизованы, вместо них созданы Департаменты по защите прав потребителей в ведении «Комитета по защите прав потребителей РК Министерства национальной экономики».
Созданные «Департаменты по защите прав потребителей» осуществляют руководство и регулирование лишь в 3 областях: санитарно-эпидемиологического благополучия населения, защиты прав потребителей, контроля за техническими регламентами, а также безопасностью пищевой продукции на стадии ее реализации. Производится реформирование системы путем ликвидации санитарно-эпидемиологического контроля и надзора (прекращение контроля, плановых проверок и сокращение разрешительных документов). Проверку субъектов бизнеса ДПпЗПП могут осуществлять лишь предварительно уведомив предпринимателя заранее за год до её осуществления и оповестив Генпрокуратуру. А также лишь по жалобе потребителя.
В скором времени планируется окончательно упразднить Санитарные правила и нормы в Казахстане.
В июне 2016 Премьер-Министр РК поручил передать санитарно-эпидемиологическую службу вновь в ведение «Министерства здравоохранения», отметив что получилась неразбериха: кто за что отвечает, кто с чем идет.
В январе 2017 года функции в сфере санитарно-эпидемиологического благополучия населения были возвращены в «Министерство здравоохранения РК» путем передачи от «Министерства Национальной экономики».